# Francesca Rivetti
Francesca Rivetti, née en 1972 à Milan, est une photographe italienne contemporaine. Elle vit et travaille à Milan.

## Biographie
Francesca Rivetti s'intéresse à la photographie très jeune. De formation autodidacte elle a appris surtout au contact du milieu des studios. 
Dans la fin des années 1990, elle a commencé à travailler en indépendant. 
Photographe minimaliste, Francesca Rivetti transforme l'homme en fourmi face à l'univers, travaillé comme dans des mondes parallèles, désincarnés et sublimés, utilisant des couleurs diffuses ou effacées.

## Œuvres
- Abbastanza vuoto (1997-2002), le paysage est limité à une vaste portion de ciel dans lequel la figure humaine apparaît reléguée sur les bords de l'image.
- Spaltung (2001),
- Primo livello di azionismo (2003)
- Contenitore di vuoto (2004)
- Humans (2004-2005)
- Météore (2005)
- Blind (2007)
- Ultra (2007)
- Formiche (2007)
- Rotti (2008)

## Expositions
Exposée lors de Paris Photo 2007.